# Otar Kiteishvili
Otar Kiteishvili (en georgiano: ოთარ კიტეიშვილი; Rustavi, 26 de marzo de 1996) es un futbolista georgiano que juega en la posición de centrocampista para el SK Sturm Graz de la Bundesliga.

## Selección nacional
Tras jugar con la selección de fútbol sub-19 de Georgia y con la sub-21, finalmente debutó con la selección absoluta el 23 de enero de 2017. Lo hizo en un partido amistoso contra Uzbekistán que finalizó con un resultado de empate a dos tras los goles de Teimuraz Shonia y Saba Lobjanidze para Georgia, y un doblete de Eldor Shomurodov para Uzbekistán.

### Participaciones en Eurocopas
| Copa          | Sede     | Resultado        | Partidos | Goles |
| ------------- | -------- | ---------------- | -------- | ----- |
| Eurocopa 2024 | Alemania | Octavos de final | 2        | 0     |

## Clubes
| Club                | País    | Año       | Partidos | Goles |
| ------------------- | ------- | --------- | -------- | ----- |
| FC Rustavi (cedido) | Georgia | 2014-2015 | 19       | 1     |
| FC Dinamo Tbilisi   | Georgia | 2015-2018 | 125      | 22    |
| SK Sturm Graz       | Austria | 2018-     | 227      | 53    |

## Palmarés

### Títulos nacionales
| Título               | Club              | País    | Año  |
| -------------------- | ----------------- | ------- | ---- |
| Copa de Georgia      | FC Dinamo Tbilisi | Georgia | 2015 |
| Supercopa de Georgia | FC Dinamo Tbilisi | Georgia | 2015 |
| Umaglesi Liga        | FC Dinamo Tbilisi | Georgia | 2016 |
| Copa de Georgia      | FC Dinamo Tbilisi | Georgia | 2016 |
| Copa de Austria      | SK Sturm Graz     | Austria | 2023 |
| Copa de Austria      | SK Sturm Graz     | Austria | 2024 |
| Bundesliga           | SK Sturm Graz     | Austria | 2024 |
| Bundesliga           | SK Sturm Graz     | Austria | 2025 |